# Jaskiniątka
Jaskiniątka (ang. Cave Kids) – serial animowany produkcji amerykańskiej z 1996 roku, jest to spin off (powstały na bazie) serialu Flintstonowie. W Polsce serial emitowany był na kanale Cartoon Network.
Producentem serii jest studio Hanna-Barbera i Cartoon Network. Powstało w sumie 8 odcinków.
Serial opowiada o dzieciństwie Pebbles Flintstone i Bamm-Bamma Rubble’a oraz o małym Dinie.

## Wersja polska
Wersja polska: Master Film

Reżyseria: Miriam Aleksandrowicz

Dialogi:
- Kaja Sikorska (odc. 1, 8),
- Joanna Klimkiewicz (odc. 4-5)

Dźwięk: Ewa Kwapińska

Montaż: Krzysztof Podolski

Teksty piosenek: Andrzej Brzeski

Kierownik muzyczny: Eugeniusz Majchrzak

Kierownik produkcji: Agnieszka Wiśniowska

Wystąpili:
- Elżbieta Bednarek – Pebbles
- Joanna Wizmur – Bamm-Bamm

oraz:
- Mirosława Nyckowska
- Brygida Turowska
- Jacek Czyż
- Maciej Czapski
- Jarosław Domin
- Ryszard Olesiński
- Zbigniew Suszyński – Dino
- Piotr Zelt
- Mirosława Krajewska
- Jacek Bończyk
- Arkadiusz Jakubik

Piosenki w wykonaniu: Anny Apostolakis, Olgi Bończyk, Moniki Wierzbickiej

## Spis odcinków
| Nr             | Polski tytuł                    | Angielski tytuł      |
| -------------- | ------------------------------- | -------------------- |
|                |                                 |                      |
| SERIA PIERWSZA |                                 |                      |
|                |                                 |                      |
| 1              | Niespodzianka w piaskowym zamku | Sand Castle Surprise |
|                |                                 |                      |
| 2              | Pocałuj i zaczaruj              | Kiss and Spell       |
|                |                                 |                      |
| 3              | Blues fasolowej łodygi          | Beanstalk Blues      |
|                |                                 |                      |
| 4              | Chiński apel                    | China Challenge      |
|                |                                 |                      |
| 5              | Mysz i Księżyc                  | Of Mice and Moon     |
|                |                                 |                      |
| 6              |                                 | Cave Kid Christmas   |
|                |                                 |                      |
| 7              |                                 | Color Me Cave Kid    |
|                |                                 |                      |
| 8              | Marzenia bańki mydlanej         | Soap Bubble Dreams   |
|                |                                 |                      |